# Saul Leiter

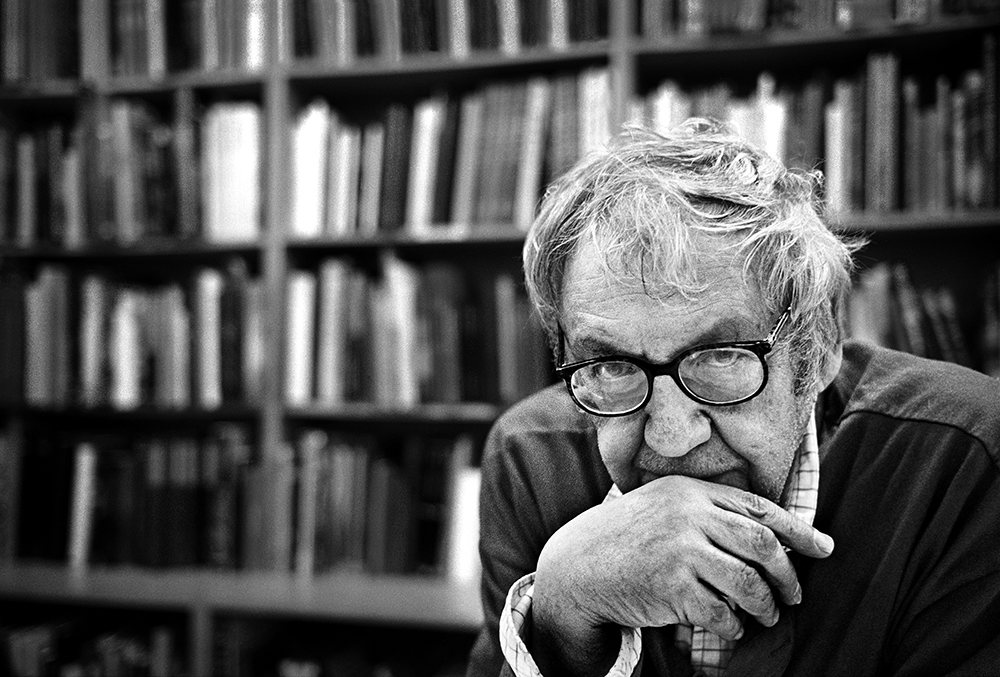
Saul Leiter in 2008

Saul Leiter (Pittsburgh, 3 december 1923 – New York, 26 november 2013) was een Amerikaanse fotograaf en kunstschilder. Zijn vroege werk in de jaren ’40 en ’50 was een belangrijke bijdrage aan de New York School.

## Leven
De vader van Saul Leiter was een bekende Talmud-geleerde en ook Saul studeerde met het doel rabbijn te worden. Op de leeftijd van 23 jaar, verliet hij echter de godsdienstopleiding en trok naar New York om kunstenaar te worden. Al vroeg had Leiter een interesse voor schilderkunst ontwikkeld; hij trof de schilder Richard Pousette-Dart, een vertegenwoordiger van het abstract-expressionisme. Poisette-Dart en W. Eugene Smith interesseerden Leiter voor fotografie; hij experimenteerde met een 35-mm-Leica camera. Met Pousette-Dart, W. Eugene Smith en Diane Arbus gaf hij de fotografie van de jaren 40 en 50 van de twintigste eeuw mede de vorm die de kunsthistoricus Jane Livingston later als de New York School of Photographers aanduidde - deze had overigens geen enkel direct verband met de gelijknamige kunstenaarsgroep New York School.

## Werk
Leiters vroege zwart-witfotografie toont een buitengewone affiniteit met dit medium. Vanaf 1946 fotografeert hij in kleur. Een uitnodiging van Edward Steichen voor de tentoonstelling The Family of Man (1951) negeerde hij.  Steichen nam toen in 1953 Leiters zwart-witfoto's op in de tentoonstelling Always the Young Stranger in het Museum of Modern Art. In de vroege jaren 50 nam kunstdirecteur Henry Wolf Leiters kleurige modefotografie op in Esquire en later in Harper’s Bazaar. Leiter werkte de volgende 20 jaar als modefotograaf en publiceerde in Show, tijdschrift Elle, de Britse Vogue, Queen en Nova.
Leiters bijdrage aan de fotografie wordt door sommigen als groot beschouwd en zijn werk onderscheidt zich van andere vertegenwoordigers van de New York School. Als schilder beschilderde hij naaktfoto's, die hij voorzag van lagen gouache en waterverf.

## Tentoonstellingen

### Solotentoonstellingen
| 2013  | Saul Leiter, KunstHausWien                                                                                |
|       | Saul Leiter, Back & White, Fifty One Fine Art Photography, Antwerpen                                      |
|       | Saul Leiter, Here's more, why not, Fifty One Fine Art Photography, Antwerpen                              |
| 2012  | Saul Leiter, Retrospektive, Deichtorhallen Hamburg                                                        |
| 2011  | Saul Leiter, Photographs and Works on Paper, Fifty One Fine Art Photography, Antwerpen                    |
| 2009  | Saul Leiter, Fifty One Fine Art Photography, Antwerpen                                                    |
| 2008  | Saul Leiter, Foundation Henri Cartier-Bresson, Parijs                                                     |
|       | Saul Leiter, Galleria C arla Sozzani, Milan                                                               |
|       | Saul Leiter, Jackson Fine Art, Atlanta                                                                    |
|       | Saul Leiter, Howard Greenberg Gallery, New York                                                           |
|       | Saul Leiter, Faggionato Fine Arts, Londen                                                                 |
|       | Saul Leiter, Galerie Camera Obscura, Paris                                                                |
| 2007  | Saul Leiter, Early Color, University of Maine Museum of Art, Bangor                                       |
| 2006  | In Living Color, Photographs by Saul Leiter , Milwaukee Art Museum                                        |
|       | Saul Leiter, Color, Fifty One Fine Art Photography, Antwerpen                                             |
|       | The Fashion Photographs of Saul Leiter, Festival international de mode et de photographie, Hyères, France |
| 2005  | Saul Leiter, Early Color. Howard Greenberg Gallery, New York                                              |
| 2004  | Saul Leiter, In Color. Staton Greenberg Gallery, Santa Barbara                                            |
| 1997  | Saul Leiter, In Color. Howard Greenberg Gallery, New York                                                 |
|       | Saul Leiter, In Color. Martha Schneider Gallery, Chicago                                                  |
| 1994  | Howard Greenberg Gallery, New York                                                                        |
| 1993  | Howard Greenberg Gallery, New York                                                                        |
| 1985  | Gallery Lafayette, New York                                                                               |
| 1984  | Gallery Lafayette, New York                                                                               |
| 1972  | Midtown Y, New York                                                                                       |
| 1954  | Emerging Talent. Curated by Clement Greenberg. Samuel Koontz Gallery, New York                            |
| 1950s | Tanager Gallery, New York                                                                                 |
| 1947  | Butler Institute of American Art, Youngstown, OH                                                          |
| 1945  | The Outlines Gallery, Pittsburgh                                                                          |
| 1944  | Ten Thirty Gallery, Cleveland                                                                             |

### Groepstentoonstellingen
| 2007 | Pieces of a City. Tibor de Nagy Gallery, New York                                                               |
|      | Mapping the City. Stedelijk Museum, Amsterdam                                                                   |
|      | When Color Was New, Art Institute of Chicago                                                                    |
| 2006 | Color Photography, Amon Carter Museum, Texas                                                                    |
|      | The Streets of New York, National Gallery of Art, Washington                                                    |
| 2002 | New York: Capital of Photography. The Jewish Museum, New York                                                   |
|      | New York Scene: Ted Croner, Sid Grossman, Saul Leiter and Leon Levinstein. Howard Greenberg Gallery, New York.  |
|      | Visions from America: Photographs from the Whitney Museum of American Art 1940-2001.                            |
|      | The Whitney Museum of American Art, June 27-September 22.                                                       |
| 1998 | Look at Me, Fashion and Photography in Britain 1960 to the Present British Council European Touring Exhibition. |
| 1996 | Delirium. Ricco/Maresca Gallery, New York                                                                       |
| 1995 | By Night. Cartier Foundation, Paris                                                                             |
| 1994 | The New York School. Dean Jensen Gallery, Milwaukee                                                             |
| 1991 | Appearances: Fashion Photography Since 1945. Victoria and Albert Museum, London                                 |
| 1980 | Fashion Photographers. Hastings/Rinhart Galleries, New York                                                     |
| 1958 | Photographs from the Museum Collection. Museum of Modern Art, New York                                          |
| 1953 | Contemporary Photography. Tokyo Museum, Tokyo                                                                   |
|      | Always the Young Stranger. Museum of Modern Art, New York                                                       |
| 1947 | Abstract and Surrealist Art. Art Institute of Chicago, Chicago                                                  |

## Verzamelingen
- The Addison Gallery of American Art van de Phillips Academy, Andover
- Albertina (Wenen), Wenen
- Amon Carter Museum, Fort Worth
- Art Institute of Chicago
- Baltimore Museum of Art, Baltimore
- Milwaukee Art Museum
- Museum of Fine Arts, Boston
- Museum of Fine Arts, Houston
- Museum of Modern Art, New York
- National Gallery of Art, Washington
- Saint Louis Art Museum, St. Louis
- Staatliche Museen zu Berlin
- Victoria and Albert Museum, London
- Whitney Museum of American Art, New York